# Roseta (instrumento musical)
Una roseta, en el contexto de los instrumentos musicales, es un decorado que presenta la boca de los instrumentos de cuerda pulsada. El nombre se originó en la Edad Media, por analogía con los vitrales circulares a la entrada de las iglesias, llamadas «rosetones».

## Historia
Desde el período medieval hasta el Barroco, fue común que las aperturas acústicas tuvieran decorados tallados, denominados rosetas. Podían ser tallados directamente en la madera de la caja de resonancia o insertados desde atrás, en madera tallada o pergamino. Los ornamentos de los laúdes y otros instrumentos de su familia se inspiraban por lo general en patrones geométricos del arte islámico, probablemente los mismos que se usaron en el ud. En la Edad Media, la mayoría de las decoraciones tenían cuatro lados, mientras que en el Renacimiento y en el Barroco, tenían seis.

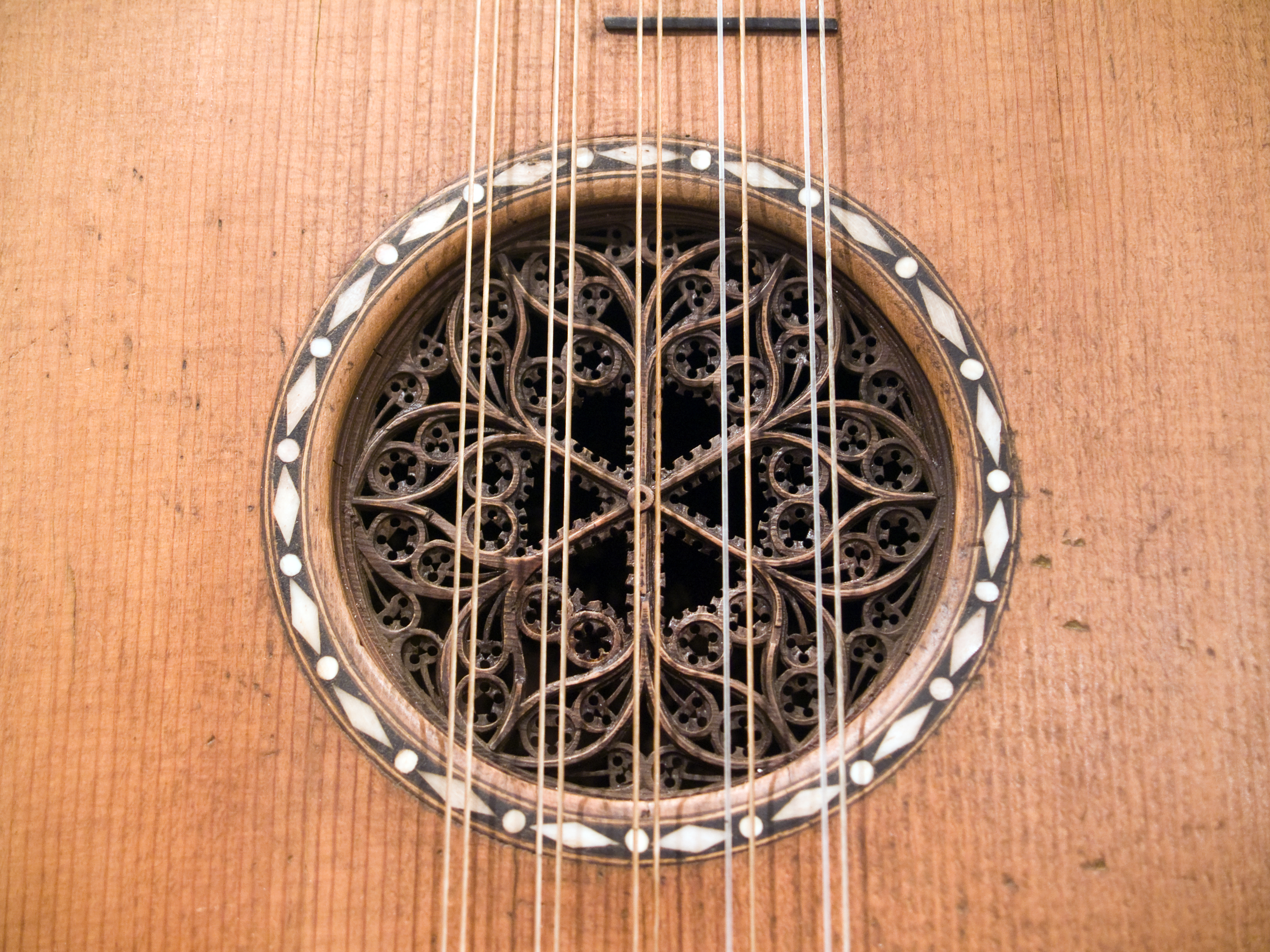
La boca de una guitarra barroca con una roseta tallada en madera e insertada (1700).
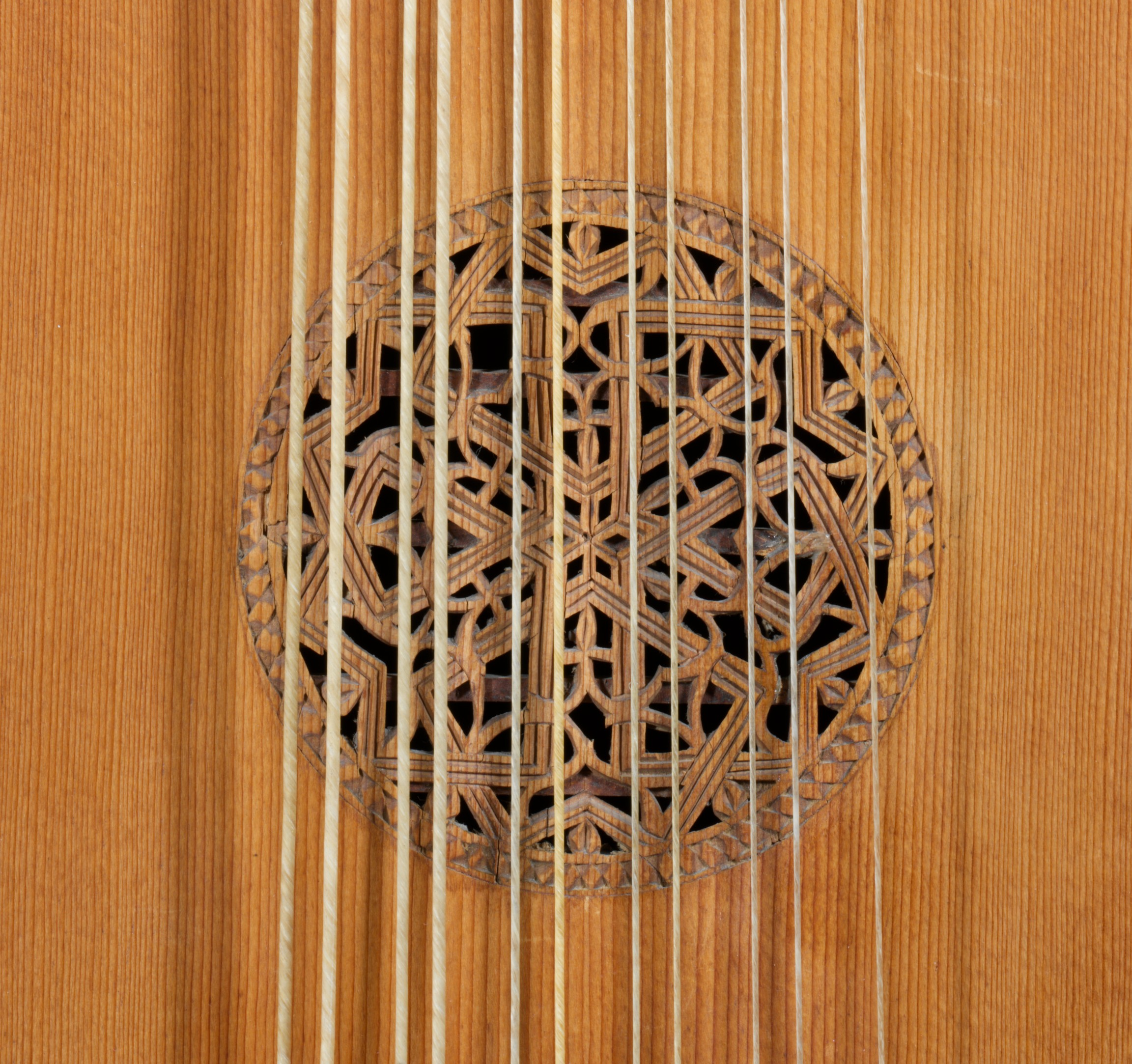
Una roseta tallada en una mandora de 1726.
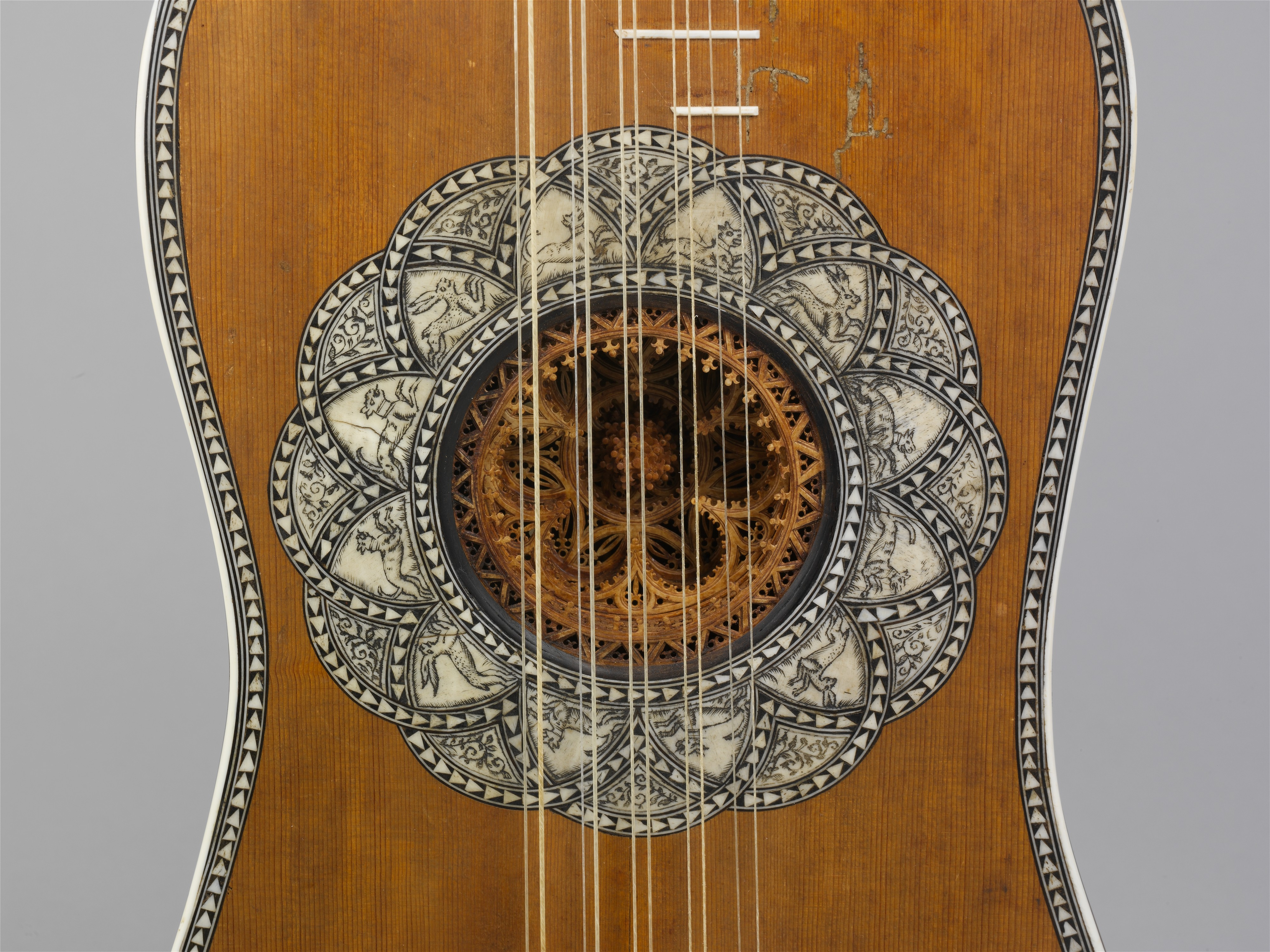
La boca de una guitarra barroca con una roseta tallada en varias capas (1630).
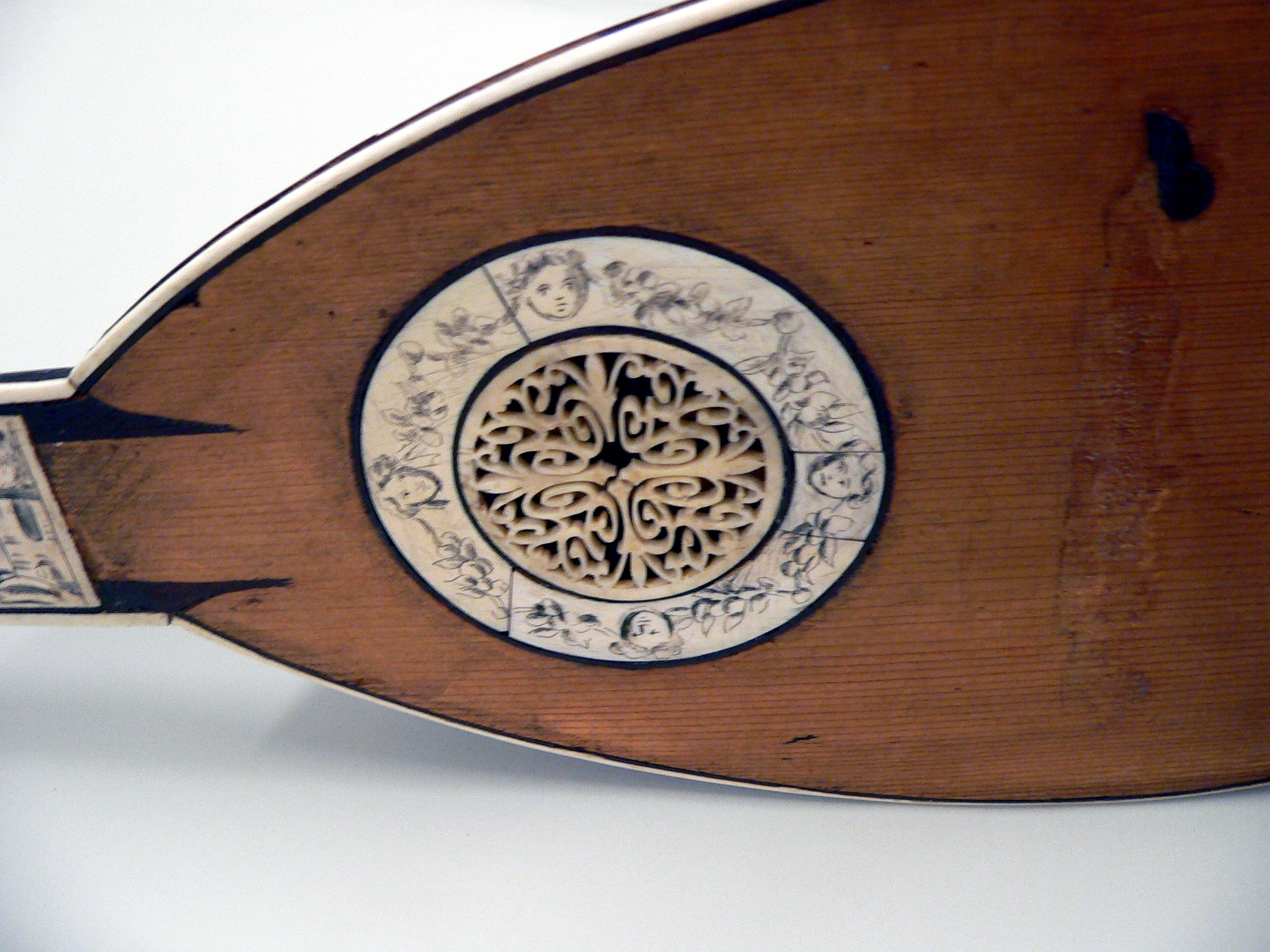
Mandolina con una roseta tallada hecha de marfil.

## Uso moderno
Durante los períodos romántico y clásico en la música occidental, las aperturas ornamentadas y talladas pasaron de moda y fueron reemplazadas por bocas abiertas con decoraciones en los costados, denominadas rosetas. Este estilo aún se emplea en las guitarras clásicas y acústicas. Las rosetas de la actualidad pueden estar hechas de madera o de plástico. Las rosetas incrustadas se siguen usando en los Oud, lavtas, laoutos y otros laúdes modernos. Las rosetas también se utilizan en instrumentos electroacústicos para evitar que se produzca el efecto Larsen.

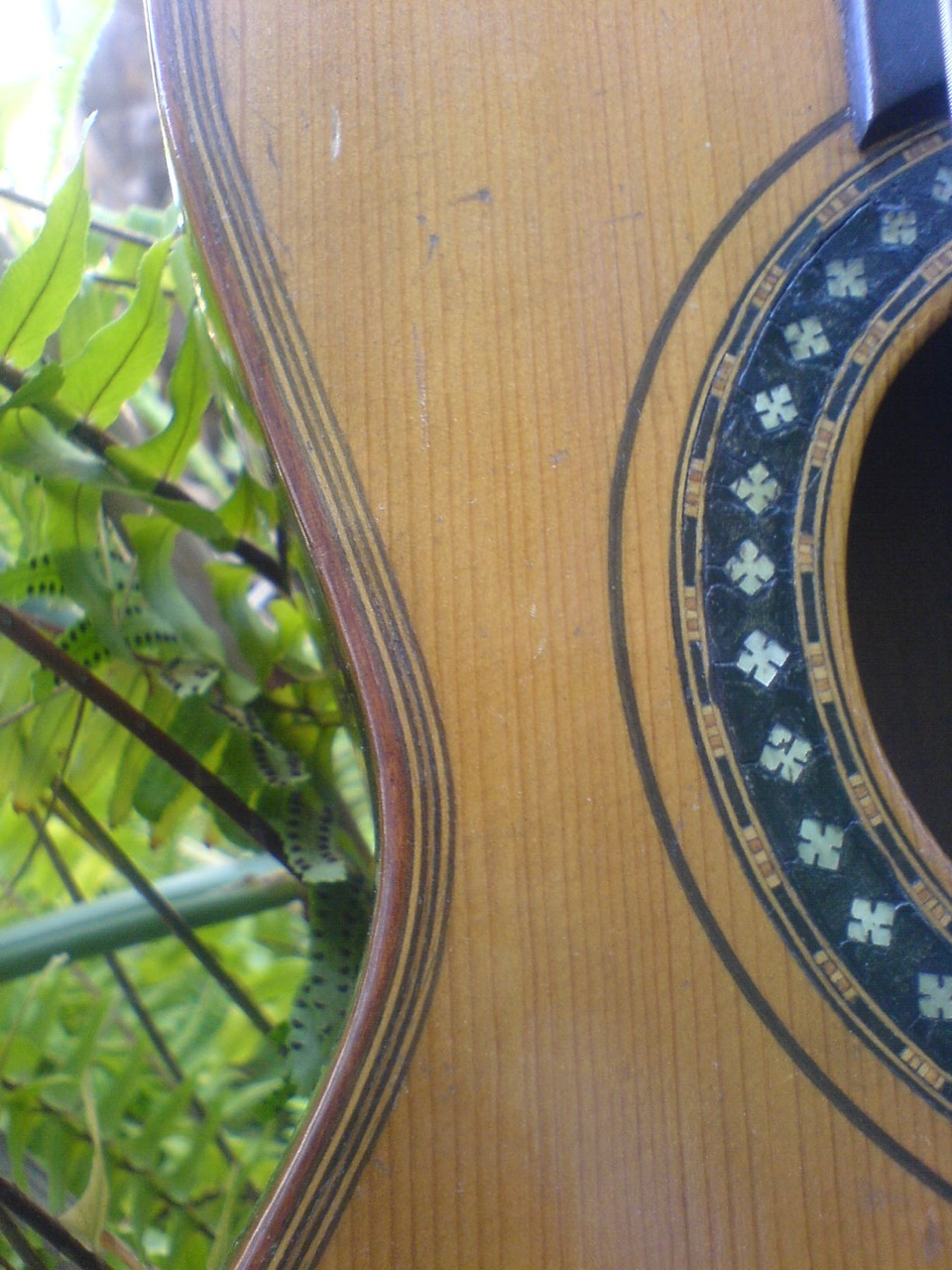
Roseta en una guitarra romántica (1890s).
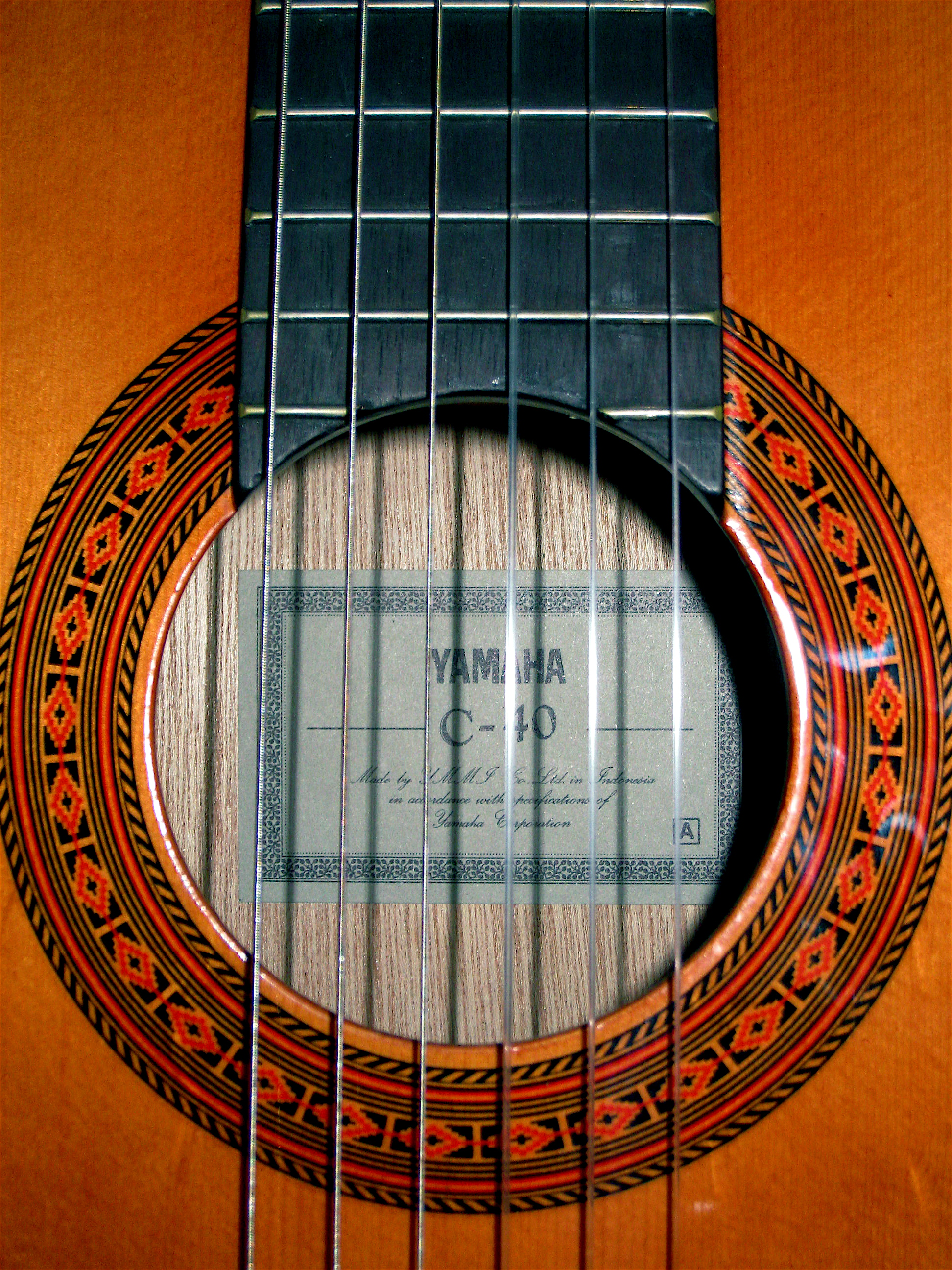
Primer plano de una roseta en una guitarra clásica.
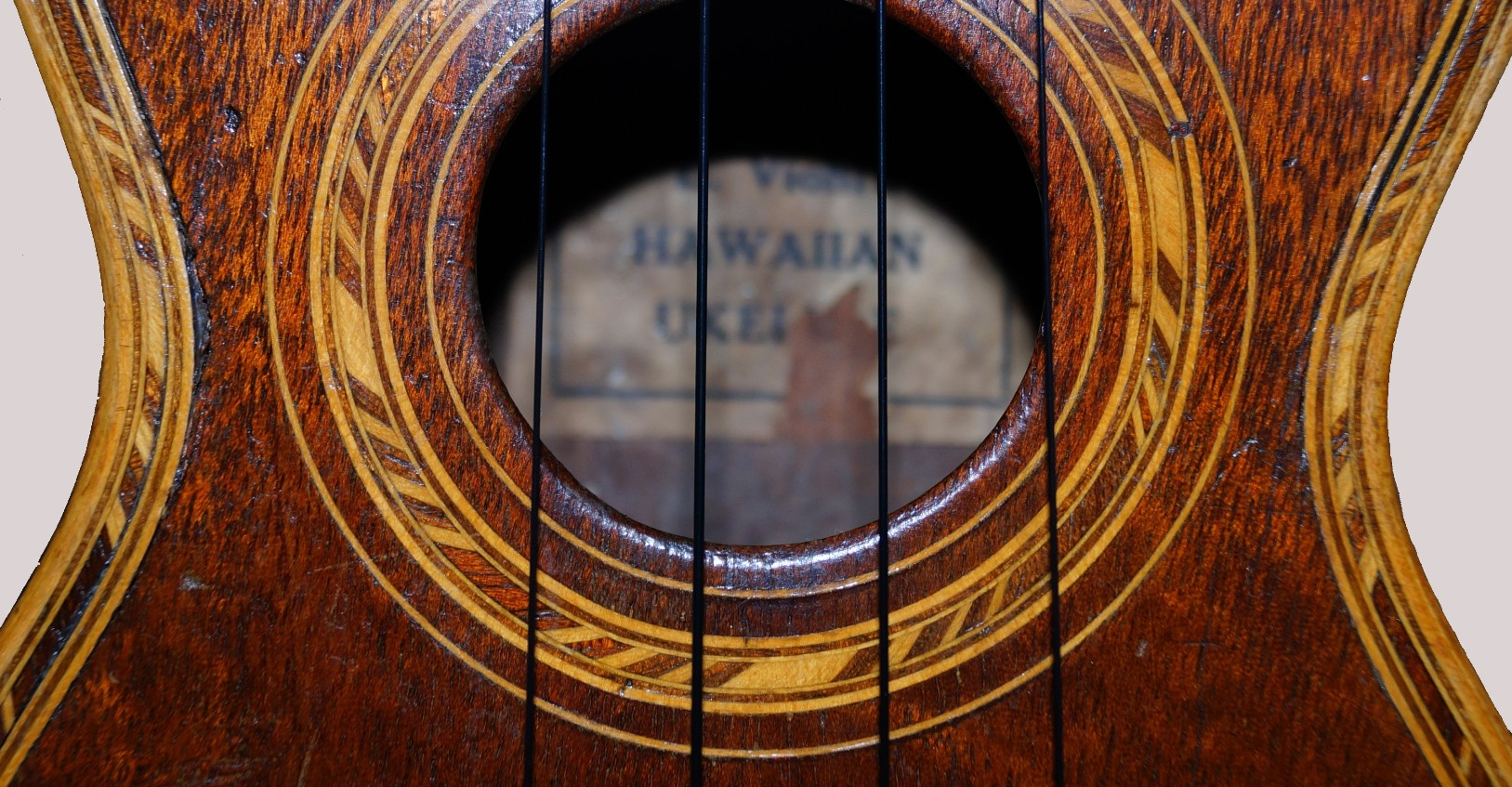
Una roseta en un ukelele.
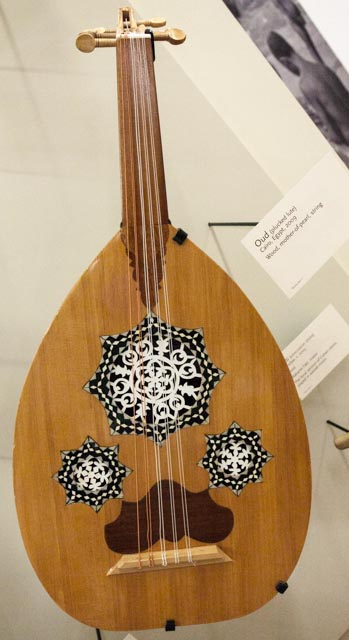
Laúd egipcio con una roseta.
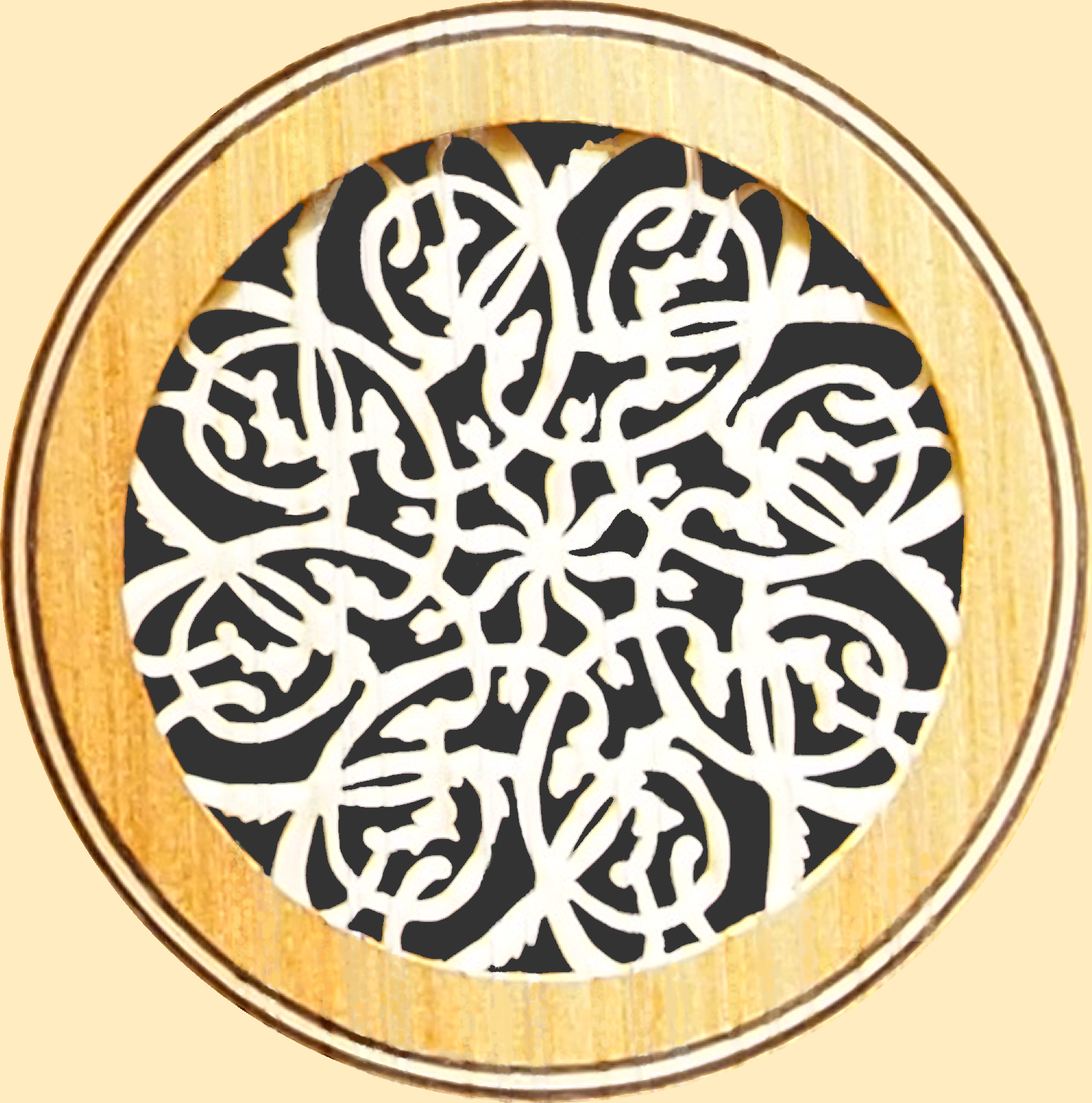
Rosetas en un laúd.
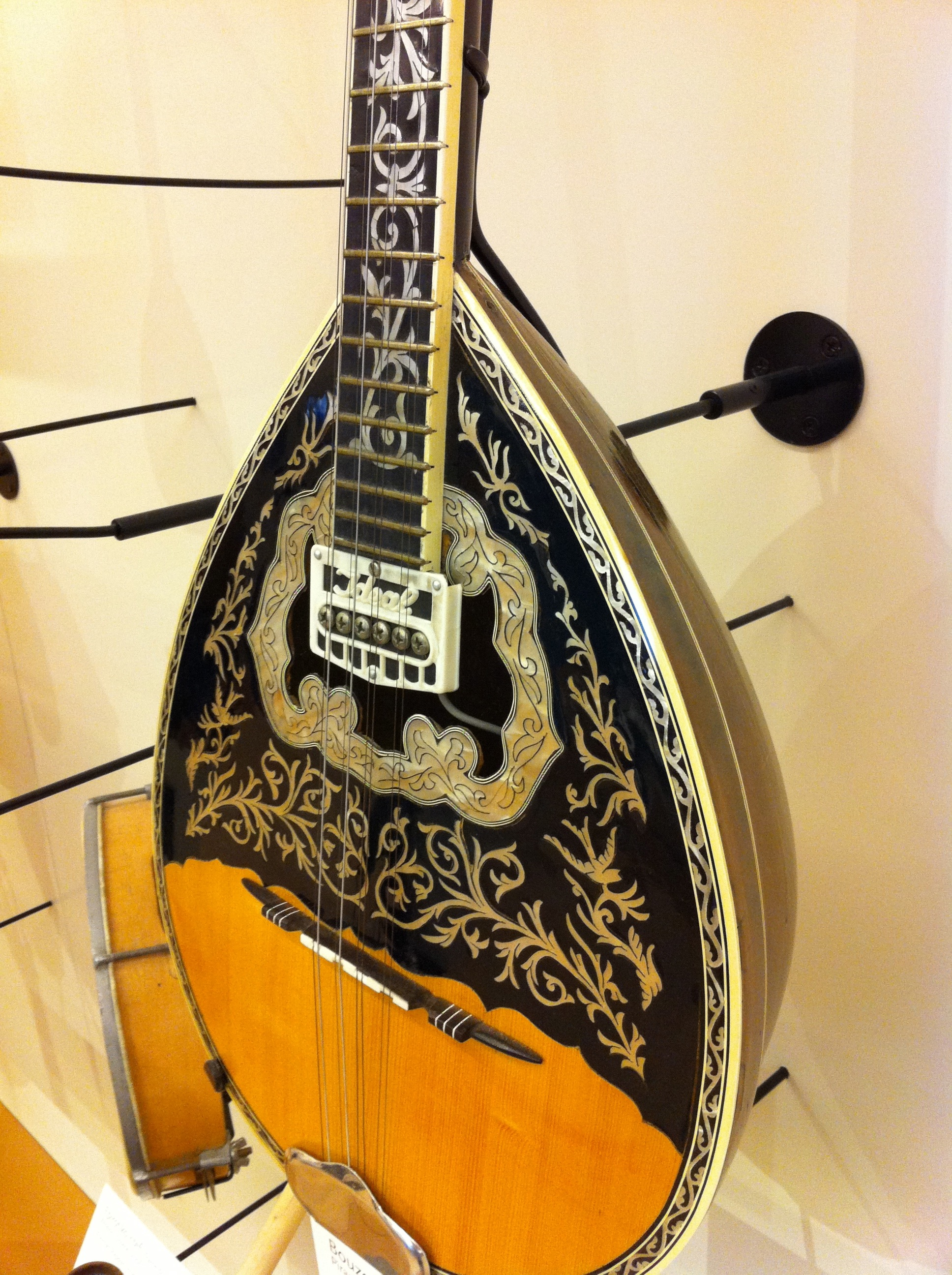
Un bouzouki moderno con una roseta incrustada.